# Gare de Lumio-Arinella
La gare de Lumio-Arinella (anciennement Ondari-Arinella) est une gare ferroviaire française de la ligne de Ponte-Leccia à Calvi (voie unique à écartement métrique), située sur le territoire de la commune de Lumio, dans le département de la Haute-Corse et la Collectivité territoriale de Corse (CTC). 
C'est une halte des chemins de fer de la Corse (CFC) desservie par des trains « grande ligne » et « périurbain ». L' arrêt est facultatif (AF), il faut signaler sa présence au conducteur pour qu'il y ait un arrêt du train.

## Situation ferroviaire
Établie à 12 mètres d'altitude au lieu-dit Ondari, la gare de Lumio-Arinella est située au point kilométrique (PK) 113,0 de la ligne de Ponte-Leccia à Calvi (voie unique à écartement métrique), entre les gares de Giorgio (AF) et de Sainte-Restitude (AF).

## Service des voyageurs

### Accueil
Halte CFC, c'est un point d'arrêt non géré (PANG) à accès libre. Elle dispose d'un quai court avec un banc. Arrêt facultatif (AF) : le train ne s'arrête que si la demande a été faite au conducteur.

### Desserte
Lumio-Arinella est desservie, éventuellement (AF), par des trains CFC « grande ligne » de la relation : Bastia, ou Ponte-Leccia, - Calvi. C'est également un arrêt facultatif de la « desserte suburbaine de la Balagne » desservie par des trains CFC de la relation Calvi - Île-Rousse. Les horaires sont fluctuants en fonction de la saison (juillet-août) et du hors saison (le reste de l'année).

### Intermodalité
Le stationnement des véhicules est possible à proximité sur le parking de la plage de Porto Ricciajo dite de l'Arinella. La route d'accès à ce parking emprunte un passage à niveau automatique jouxtant le quai.

## Galerie

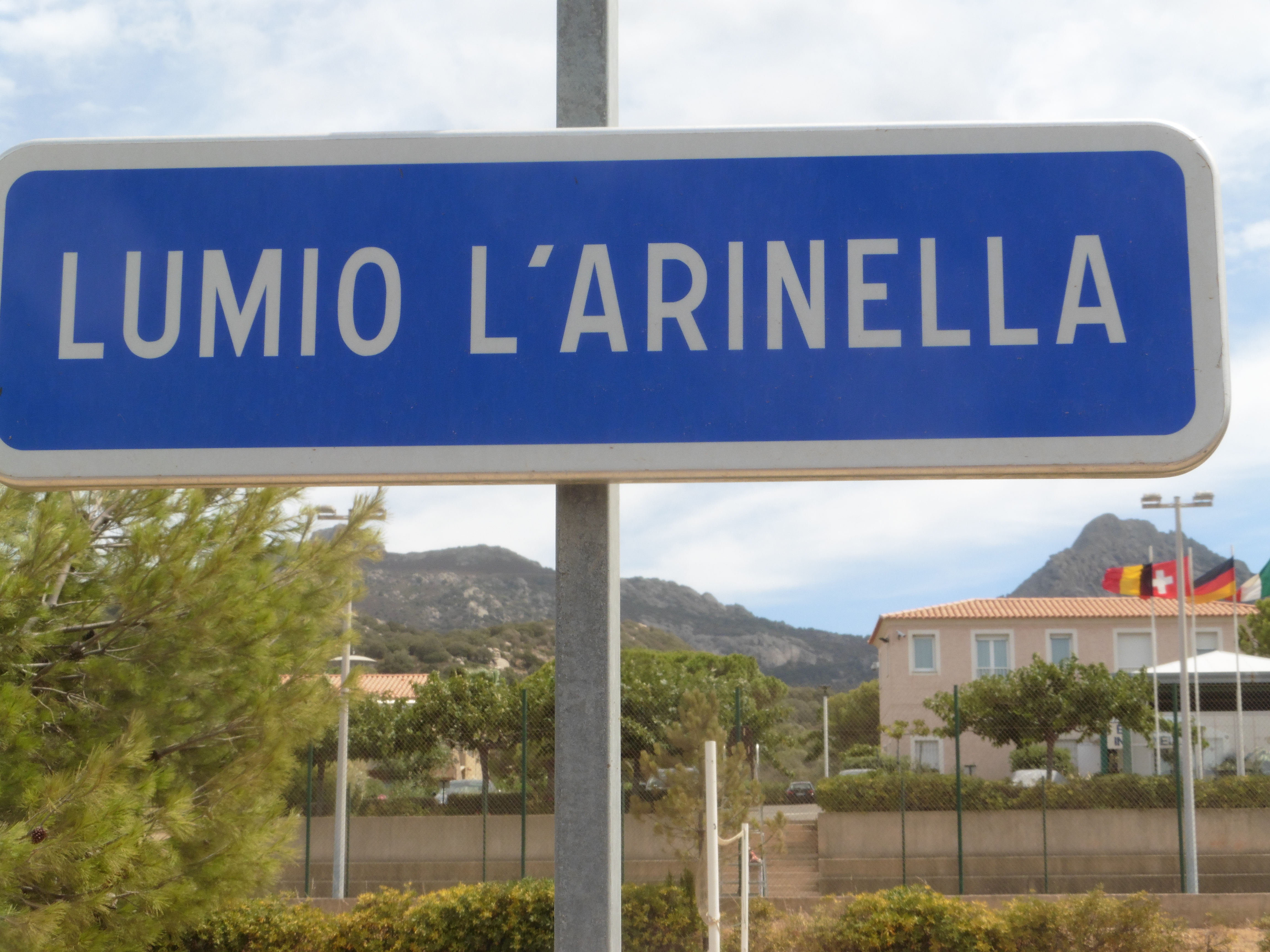